# Thulinia albolutea
Thulinia albolutea – gatunek roślin z monotypowego rodzaju Thulinia z rodziny storczykowatych (Orchidaceae). Rośliny są endemitami z Tanzanii w Afryce.

## Systematyka
Gatunek sklasyfikowany do podplemienia Orchidinae w plemieniu Orchideae, podrodzina storczykowe (Orchidoideae), rodzina storczykowate (Orchidaceae), rząd szparagowce (Asparagales) w obrębie roślin jednoliściennych.